# San-Giorgio-Klasse
Die San-Giorgio-Klasse ist eine Landungsschiffklasse (engl. Landing Platform Dock – LPD) der italienischen Marine. Die Klasse besteht aus drei zwischen 1988 und 1994 in Dienst gestellten Schiffen. Das dritte Schiff, die San Giusto, ist eine modifizierte Version, die manchmal als eigene Klasse bezeichnet wird. Hinzu kommt ein weiteres Schiff für die Marine Algeriens.

## Entwurf

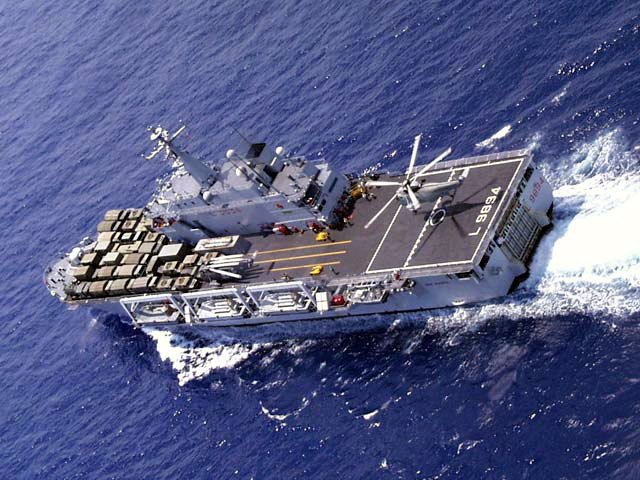
San Giusto im Jahr 2005

Diese von Fincantieri in Riva Trigoso gebauten Schiffe haben ein ziviles Ro-Ro-Design mit Welldeck und durchgehendem Flugdeck. Sie ähneln in verschiedener Hinsicht der weit größeren amerikanischen Wasp-Klasse. Aufnehmen können sie 330 voll ausgerüstete Marineinfanteristen, bis zu 34 gepanzerte Fahrzeuge, fünf Mehrzwecklandungsboote, bis zu 170 Tonnen Munition und Sonderausrüstung und vier Hubschrauber vom Typ Sea King oder EH-101. Bei den ersten beiden Schiffen wurden Modernisierungsarbeiten durchgeführt, unter anderem eine Verlängerung und Verbreiterung des Flugdecks. In diesen Fällen musste das Schiffsgeschütz 76/62 Compact ausgebaut werden.
Das Landungsschiff San Giusto ist auch für Zivilschutzaufgaben ausgelegt und verfügt über ein Bordkrankenhaus mit mehreren Operationssälen. Darüber hinaus hat es besondere Führungs- und Kommunikationseinrichtungen und kann beispielsweise bei amphibischen Operationen oder Katastrophenfällen einen entsprechenden Führungsstab aufnehmen. Das Schiff wird von der Marineakademie in Livorno auch als Schulschiff verwendet.
Das algerische Schiff ist länger (142,9 m), breiter (21,5 m) und schwerer (8.800 Tonnen max.), besitzt modernere Einsatzführungssysteme und eine stärkere Bewaffnung.

## Einheiten
Italien
Alle drei Schiffe der Klasse unterstehen einem Geschwader für amphibische Operationen (COMDINAV 3) in Brindisi und unterstützen in der Regel die San-Marco-Brigade.
| Kennung | Name        | Rufzeichen | Kiellegung      | Stapellauf       | Indienststellung | Status |
| ------- | ----------- | ---------- | --------------- | ---------------- | ---------------- | ------ |
| L9892   | San Giorgio | IARG       | 27. Mai 1985    | 21. Februar 1987 | 13. Februar 1988 | aktiv  |
| L9893   | San Marco   | IARM       | 26. März 1985   | 10. Oktober 1987 | 14. Mai 1988     | aktiv  |
| L9894   | San Giusto  | IASG       | 19. August 1991 | 23. Oktober 1993 | 14. April 1994   | aktiv  |

 Algerien

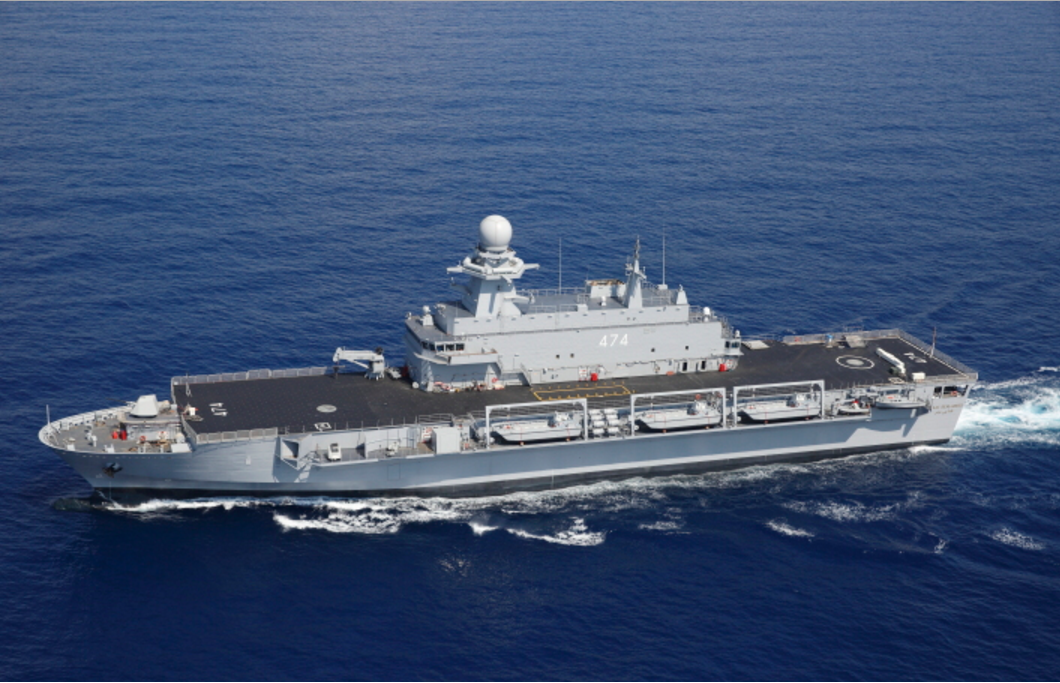
Die Kalaat Beni-Abbès

Algerien bestellte im August 2011 ein Schiff auf der auf Basis der San Giusto. Das sogenannte „Landungs- und logistische Unterstützungsschiff“ (bâtiment de débarquement et de soutien logistique) namens Kalaat Beni-Abbès (474) wurde am 11. Januar 2012 in Riva Trigoso auf Kiel gelegt, der „Stapellauf“ erfolgte am 8. Januar 2014. Das Schiff wurde im benachbarten Muggiano fertiggestellt und im September 2014 an die algerische Marine übergeben, verblieb jedoch bis zum Abschluss der Ausbildung der Besatzung noch in Italien. Die offizielle Indienststellung erfolgt 2015.

### Namensvorgänger
Namensvorgänger der italienischen Schiffe waren:
- Capitani-Romani-Klasse, 1941–1971, 2 Zerstörer (ehem. Kreuzer, 5.600 ts):
  - San Giorgio (D 562) (ex Pompeo Magno)
  - San Marco (D 563) (ex Giulio Germanico)
- Panzerkreuzerklasse, 1908–1941, 2 Schiffe: San Giorgio, San Marco (11.300 ts)

### Nachfolger
Die Schiffe der San-Giorgio-Klasse sollen von zwei oder drei neuen, etwa 15.000 Tonnen verdrängenden Docklandungsschiffen ohne durchgehendes Flugdeck abgelöst werden. Ein weiteres wesentlich größeres amphibisches Angriffsschiff (LHD Trieste) mit durchgehendem Flugdeck wird als Ergänzung der neuen Landungsschiffe und als Ersatz für den 1985 in Dienst gestellten Flugzeugträger Giuseppe Garibaldi voraussichtlich 2023 in Dienst gestellt. Zusätzliche Kapazitäten für amphibische Operationen stellt auch der Flugzeugträger Cavour bereit.